# Bermudy na Zimowych Igrzyskach Olimpijskich 1998
Bermudy na Zimowych Igrzyskach Olimpijskich 1998 reprezentował jeden zawodnik – saneczkarz Patrick Singleton.

## Saneczkarstwo
- Patrick Singleton (jedynki – 27. miejsce)